# Guy II de Laval-Loué
Pour les articles homonymes, voir Guy de Laval.
Guy II de Laval-Loué (mort le 19 décembre 1484), seigneur de Loué, Benais, Montsabert, la Faigne et Marcillé, premier chambellan et grand veneur du roi René Ier d'Anjou (1445), sénéchal et grand-maître des eaux et forêts d'Anjou (1472), sénateur de l'ordre du croissant dès sa création et chevalier de l'Ordre, chambellan du roi Charles VII, sénéchal d'Anjou.

## Famille
Fils de Thibault Ier de Laval-Loué, il avait épousé Charlotte de Sainte-Maure, dame de La Faigne et de Montgoger, morte le 30 août 1485, fille de Jean, chevalier, comte de Benon. Il en eut dix enfants :
- André, mort sans avoir été marié ;
- Gilles, seigneur de Montsabert, qui céda son droit d'aînesse à Pierre de Laval, son frère puîné, en 1482. Il était évêque de Sées depuis 1478, et mourut en 1501 ;
- Pierre ;
- René, qui a fondé la branche des seigneurs de la Faigne ;
- François, seigneur de Marcillé, mort sans enfants environ en 1500. Il avait épousé : 1o Catherine de Batarnai ; 2o Marie de Roussart de la Possonnière. Étant demeurée veuve, elle se remaria, en 1604, à Bernardin de Mineroi, seigneur d'Avarzai et du Tertre ;
- Marie, alliée, en 1459 à Jean Daillon, seigneur du Lude, favori du roi Louis XI ;
- Jeanne, alias Louise, femme, 1o de Jean-Louis de Bouliers, vicomte de Demont, 2o, le 4 novembre 1479 de Gilles Tigeon, seigneur de la Tigeoire et de Marchais-Renaud ;
- Hardouine, épouse de Jacques de Beauvau, seigneur de Tigny et de Ternai ;
- N…, mariée à Olivier, seigneur de la Noue ;
- Jeanne la Jeune, abbesse d'Etival en 1508.

## Histoire

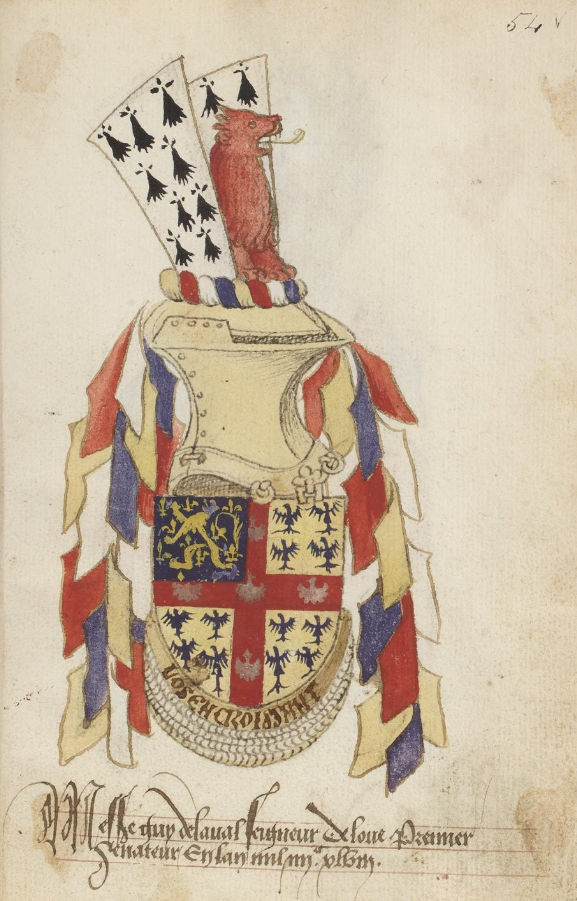
Armoiries de Guy II de Laval-Loué (Statuts de l'Ordre du Croissant)

Il servit d'abord le roi Charles VII , qui le fit son chambellan au mois de mai 1436, et s'attacha depuis à René Ier d'Anjou, roi de Sicile, duc d'Anjou et de Lorraine, qui le fit grand veneur de ses états, le 6 décembre 1444, chevalier du second ordre du croissant le 16 mars 1448, et le nomma sénéchal d'Anjou le 16 février 1472.
En 1446, Guy II de Laval-Loué participe au tournoi organisé par René d'Anjou à Saumur, et connu sous le nom d' Emprise du château de Joyeuse-Garde. Il fut un des tenants du fameux pas d'armes de Tarascon (1449).
Il est mort le 19 décembre 1484 et inhumé dans l'Église Saint-Germain de Benais.

## Armes
Ses armes sont D'or, à la croix de gueules, chargée de cinq coquilles d'argent et cantonnée de seize alérions d'azur (MONTMORENCY-LAVAL) ; au franc-quartier d'azur, semé de fleurs de lis d'or, au lion d'or brochant (BEAUMONT).